# История с привидениями

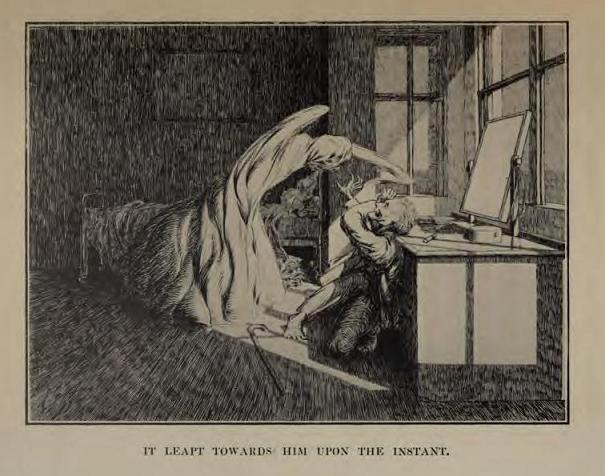
Иллюстрация Джеймса Макбрайда к рассказу М. Р. Джеймса «Свистни, и я явлюсь тебе, мой мальчик».

Рассказ о привидениях (англ. ghost story) — жанр рассказа, в котором действуют бестелесный призрак или призраки.
Такой рассказ предполагает существование сверхъестественных существ или по крайней мере веру персонажей в их существование. Призрак может являться помимо воли окружающих или вызываться ими при помощи магии. Тесно связана с призраками также идея существования заколдованных или проклятых мест («дом с привидениями»), объектов или людей.
В англоязычной традиции рассказы о привидениях относят к категории литературы о сверхъестественном. В XIX веке значительная часть историй о привидениях публиковалась на Рождество в качестве «святочных страшилок». «Страшные» рассказы о привидениях — разновидность литературы ужасов.
Смежными и не всегда поддающимися однозначному разграничению являются повествования о телесных формах нежити — например, о вампирах (vampire literature, vampire film) и оживших трупах («Вий» Н. Гоголя, многие новеллы Эдгара По).

## Новеллистика
Вероятно, самый ранний из сохранившихся предшественников жанра — древнеегипетская сказка «Беседы первосвященника Амона Хонсуемхеба с призраком» периода Рамессидов (XIII—XII века до н. э.), где главный герой — жрец по имени Хонсуемхеб — встречает беспокойного призрака и пытается ему помочь.
Истории с привидениями имеют богатые традиции на Дальнем Востоке (китайские чжи и, японский кайдан), восходящие к «Запискам о поисках духов» (IV век н. э.). В классическом сборнике «Рассказы Ляо Чжая» (ок. 1740 год) Пу Сунлин собрал почти полтысячи новелл, стилизованных под повествования 1000-летней давности. С соответствующим пластом японской литературы европейцев впервые познакомил Лафкадио Хирн, опубликовавший в 1904 году сборник переводов «Кайдан».
М. Р. Джеймс считал предками европейских рассказов о привидениях «Ленору» и другие страшные баллады в стихах, на которых специализировался до перехода к прозе Вальтер Скотт (а в России — В. А. Жуковский). Привидения — вообще отличительная черта готической литературы, которая вошла в моду в Европе на рубеже XVIII и XIX веков, с наступлением эпохи романтизма. Тогда же появились пародии на «страшные романы» наподобие «Нортенгерского аббатства» Джейн Остин (1803).
Короткие повествование в прозе (новеллы) о явлении привидений получили распространение в Германии начала XIX века. Примерами могут служить «Локарнская нищенка» Клейста (1810) и «История с привидением» Гофмана (1819). Под влиянием немецких образцов американец Вашингтон Ирвинг сочинил в 1820 году «Легенду о Сонной Лощине», а Вальтер Скотт в 1828 году — «Комнату с гобеленами». В России пушкинского времени истории с привидениями также строились по гофмановским лекалам и лишь отчасти наследовали фольклорным быличкам («Лафертовская маковница», «Пиковая дама», «Штосс», «Портрет», «Шинель» и т. д.).
В середине XIX века романтизм в большинстве стран выходит из моды, а вместе с ним и истории о привидениях. Бастионом жанра в течение всего века остаётся Великобритания, в особенности её «кельтские» окраины — Ирландия и Шотландия. На этом жанре, в частности, специализировался дублинский автор Шеридан Ле Фаню (1814—1873). Его сборник «В зеркале отуманенном» (1872) содержит классические образцы жанра — новеллы «Давний знакомый», «Судья Харботтл» и «Кармилла» (на тему о вампирах). Во Франции мастерами жанра считались Эркман и Шатриан, помещавшие действие своих историй о привидениях на франко-германской границе, в слабозаселённых Вогезах.

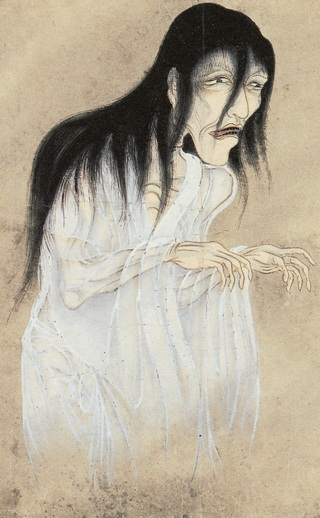
Японское привидение (юрэй) из сборника «Хяккай-Дзукан» (1737)

В 1850 году Чарлз Диккенс (автор «Рождественской песни», где тоже фигурируют призраки) сетовал, что привидения его времени потеряли всякую оригинальность. Он перечисляет шаблонные для жанра ситуации: дворянин встречает призрак прекрасной юной служанки, которая утонула в пруду его замка лет за двести до этого; невыводимое пятно крови; сама собой распахивающаяся дверь; часы, которые бьют тринадцать; призрачный экипаж с того света; договорённость явиться собеседнику после смерти; встреча девушки с двойником; кузен, которого в минуту смерти видели за тридевять земель где-нибудь в Индии.
Крупные писатели реалистической закваски если и обращались к теме призраков, то скорее как к своеобразному художественному приёму, а не с целью напугать читателя. Так, у Генри Джеймса в повести «Поворот винта» (1898) внимание смещено с привидений на субъективность и смазанность их восприятия ненадёжной рассказчицей. В русской классической литературе примерами жанра могут служить «Призраки» И. С. Тургенева (1863) и «Чёрный монах» А. П. Чехова (1893).
В Великобритании настоящий конвейер жанровой новеллистики был налажен во второй половине 1880-х и особенно в 1890-х гг. В это время выходило немало журналов, которые специализировались на публикации остросюжетных новелл различной жанровой принадлежности. Кембриджский учёный М. Р. Джеймс довёл до отточенности стиль «антикварного» рассказа о привидениях, где свидетелями всякого рода чертовщины становятся степенные учёные, исследующие архитектуру средневековых храмов или корпящие над архивными бумагами.
Среди самых удачных работ современников Джеймс называет новеллы «Верхняя полка» Марион Кроуфорда (1894) и «Комната в башне» Э. Ф. Бенсона (1912). В последующие десятилетия традиции жанра продолжали англичане А. Блэквуд, Г. Р. Уэйкфилд и А. Беррейдж, хотя литературоведы относили их продукцию к разряду нишевой и сетовали на перепевы мотивов Ле Фаню и других первопроходцев жанра.
На склоне жизни Джеймс сформулировал основные принципы классического рассказа о привидениях. Состоят они в следующем. Место действия должно быть максимально реалистичным, а время действия — не сильно удалено от современности. Потусторонние силы должны вторгаться в размеренную жизнь современников не сразу, а постепенно. Автору следует избегать слишком подробных описаний призраков, ибо они «не терпят яркого света». Основное достоинство рассказа о привидениях, по Джеймсу, в присущей ему атмосфере «приятной жути» (pleasing terror).

## Ложные истории с привидениями
Хотя чаще всего рассказы о привидениях пишут специально с целью вызывать у аудитории страх и щекотать ей нервы, существуют истории, созданные для иных целей — от комических до назидательных.
Уже в эпоху романтизма получили распространение лёгкие истории, где «выходцы с того света» оказываются игрой воображения или хитроумным трюком (напр., «Белое привидение» М. Загоскина, 1834). Многие повествования строятся вокруг объектов, специально выдаваемых кем-то за призраков, привидений. К этой категории относятся «Переулок госпожи Лукреции» П. Мериме (1846), «Собака Баскервилей» А. Конан-Дойла, «Призрак Оперы» Гастона Леру и «Дикая охота короля Стаха» В. Короткевича.
Авторы часто вводят привидений в свои повествования с целью рассмешить читателя. Классика юмористической литературы такого рода — первый рассказ О. Уайлда «Кентервильское привидение» (1887), пьеса Н. Кауарда «Весёлое привидение» и многие святочные рассказы Антоши Чехонте.

## Романы и фильмы
Вера в призраков в том или ином виде распространена повсеместно, во всех культурах, и истории с призраками передаются в них и между ними изустно или письменно. В широком смысле термин «рассказ о привидениях» может использоваться для обозначения любого типа повествований с их участием — не только в новеллистике, но также в фольклоре, романах и кино. Хотя М. Р. Джеймс считал, что романы, целиком построенные вокруг привидений, редко бывают успешными, многие из них становились бестселлерами.
В историю кино середины XX века вошли британские фильмы о привидениях, основанные на творческой переработке литературных первоисточников: напр., британский киноальманах «Глубокой ночью» (1945) снят по новеллам английских авторов эдвардианской эпохи; «Невинные» (1961) — по упоминавшейся повести «Поворот винта», «Призрак дома на холме» (1963) — по одноимённому бестселлеру американки Шерли Джексон. В этих фильмах практически нет крови, а эффекты сводятся к нагнетанию атмосферы смутной тревоги, причём сохраняется возможность объяснения мистических происшествий психическими отклонениями главного героя.
В Голливуде истории о привидениях довольно рано растворились в более общем жанре фильма ужасов, для которого характерна прямолинейная стратегия демонстрации физического насилия и кровопролития, зачастую в весьма натуралистичном ключе. Однако на рубеже XXI века признание зрителей и критиков получили киноленты, наследующие классическим традициям историй о привидениях, как, например, «Шестое чувство» М. Н. Шьямалана (1999) и «Другие» А. Аменабара (2001). В 2010 г. одна из наиболее престижных кинонаград, «Золотая пальмовая ветвь», была присуждена фильму «Дядюшка Бунми, который помнит свои прошлые жизни», где ощутимы традиции таиландского жанра «нанг-пхи» (история о духах).